# Chorvatské mlčení
Chorvatské mlčení (chorvatsky Hrvatska šutnja) představuje období utišení chorvatského nacionalismu v druhé polovině 20. století. Podle širší interpretace představuje celé období existence Chorvatska v rámci socialistické Jugoslávie, podle užší definice pak období od konce Chorvatského jara až po zvolení Ivici Račana předsedou předsednictva chorvatských komunistů.

## Průběh
Ideály Chorvatského jara, které byly založeny především na větší míře národní autonomie v rámci Jugoslávie, striktnějšího přerozdělování peněz, ale které také otevřely národní otázku v Jugoslávii, stejně jako otázku jazykovou, byly v roce 1971 na zasedání SKJ v Karađorđevu poraženy. Svaz komunistů Chorvatska, který byl podle jugoslávského politického systému vedoucí složkou ve společnosti na území SR Chorvatsko, se musel zbavit lidí, kteří byli spřízněni s masovým hnutím (MASPOKem). Nová politická garnitura, která vládla Chorvatsku se odmítala k předchozím událostem otevřeně vyjadřovat. A tak období bylo označeno jako chorvatské mlčení.
Turbulentní změny v chorvatském politickém vedení vedly k nástupu generace, která byla velmi konzervativní a která se až dogmaticky držela titovského komunismu. Když v roce 1986 nastoupil k moci v sousedním Srbsku Slobodan Milošević, nedočkal se tento krok z chorvatské strany žádného významnějšího komentáře. Rovněž se chorvatští komunisté nevyjadřovali k politickým změnám, které Srbsko na konci 80. let zasáhly (např. Antibyrokratická revoluce, Događanje naroda, Stávka ve Starém Trgu a další). 

## Reakce ve společnosti
Chorvatské ticho se také odrazilo na fungování chorvatské společnosti. Do jisté míry je proto srovnatelné i například s obdobím normalizace v Československu.[zdroj?] Odpůrci politického režimu byli tvrdě perzekvováni, mnohdy i striktněji, než tomu bylo například ve Slovinsku nebo v Srbsku. Mnohdy se jednalo o studenty, kteří byli nacionalisticky orientováni.

## Hodnocení
V současné době je Chorvatské mlčení v Chorvatsku samotném považováno za nešťastné období a jeden z důvodů kritiky a neúspěchu socialistické Jugoslávie. Je rovněž považováno za důvod pro změny v národnostním složení celojugoslávských složek (armády aj.), kdy neloajální Chorvaty střídali příslušníci jiných národů, například Srbové.